# 宰韋
47°14′41″N 31°46′48″E / 47.24472°N 31.78000°E
宰韋（烏克蘭語：Зайве），是烏克蘭南部的村莊，隸屬尼古拉耶夫州的尼古拉耶夫區。該村始建於1870年，面積0.28平方公里，海拔高度34米，2001年人口158，人口密度每平方公里564.3人。